# 山柿
山柿为柿科柿属下的一个种，也叫山豆柿、琉球豆柿、霧台柿，分布于日本、中国大陆、台湾。